# Починок (Сухонское сельское поселение)
Починок — деревня в Междуреченском районе Вологодской области.
Входит в состав Сухонского сельского поселения, с точки зрения административно-территориального деления — в Сухонский сельсовет.
Расстояние до районного центра Шуйского по автодороге — 6,5 км. Ближайшие населённые пункты — Лопотово, Жидовиново, Паньково.
По переписи 2002 года население — 1 человек.